# 25978 Katerudolph
25978 Katerudolph è un asteroide della fascia principale. Scoperto nel 2001, presenta un'orbita caratterizzata da un semiasse maggiore pari a 2,7712602 UA e da un'eccentricità di 0,0876059, inclinata di 8,69305° rispetto all'eclittica.